# لورنس كرين
لورنس كرين (بالإنجليزية: Laurence Crane) هو ملحن بريطاني، ولد في 1961.

## وصلات خارجية
- لورنس كرين على موقع ميوزك برينز (الإنجليزية)
- لورنس كرين على موقع ديسكوغز (الإنجليزية)